# Port Alberni
Port Alberni är en kuststad i British Columbia i Kanada, belägen på Vancouverön. Invånarna uppgick 2011 till 17 743 i antalet.

## Historia
Port Alberni namngavs efter kapten Pere d'Alberní, en spansk officerare, som var befälhavare för Fort San Miguel vid Nootkasundet på Vancouveröns västkust åren 1790–1792.

### Fotnoter
1. ↑  ”Census Profile” (på engelska). Statistics Canada. 26 juli 2011. http://www12.statcan.gc.ca/census-recensement/2011/dp-pd/prof/details/page.cfm?Lang=E&Geo1=CSD&Code1=5923008&Geo2=PR&Code2=59&Data=Count&SearchText=Port%20Alberni&SearchType=Begins&SearchPR=01&B1=All&Custom=. Läst 1 februari 2014.
2. ↑  Archer, Christon. ”ALBERNI, PEDRO DE”. Library and Archives Canada. http://www.biographi.ca/009004-119.01-e.php?&id_nbr=2229.